# 抱かれたい12人の女たち
『抱かれたい12人の女たち』（だかれたいじゅうににんのおんなたち）は、テレビ大阪制作により2019年10月から12月まで放送されたテレビドラマ。主演は山本耕史。

## 概説
本作は脚本が一切ない即興恋愛ドラマとして描かれる。ハードルが高く、俳優としての技量と実力が容赦なく試される企画に、主演の山本は二つ返事で快諾した。山本が演じるのは都内某所にあるバー「Y'zoo」のバーテンダー。バーに訪れる女性たちを演じるのは12人の女優たちだが、主演の山本にはドラマの大まかな設定は事前に知らされるが、その日に誰が訪れるかは一切伝えない。そして女優たちがバーに入ってきた後は脚本がない中でアドリブで会話をすることになる。まるで素性の違う女性たちの話を聞き、バーテンダーはその女性に合ったカクテルを提供する。やがていい雰囲気になってきたところで、バーテンダーと一緒にいたいと思うようになった女性たちは本気で口説きにかかる。

## キャスト
- バーテンダー - 山本耕史

### ゲスト
- #放送日程のゲスト欄を参照

## スタッフ
- 監督 - 平岩憲和
- チーフプロデューサー - 金岡英司（テレビ大阪）
- プロデューサー - 岡本宏毅（テレビ大阪）
- キャスティングプロデューサー - 高柳亮博
- オープニングテーマ - 加藤ミリヤ 「PARADE」（ソニー・ミュージックレコーズ）[2]
- エンディングテーマ - Teresa 「ざくろ」（日本コロムビア）[3]
- 制作 - テレビ大阪、株式会社daInaRI
- 製作著作 - 「12人の抱かれたい女たち」製作委員会（テレビ大阪、テレビ北海道、テレビ愛知、テレビせとうち、テレQ、テレビ東京メディアネット、ひかりTV、daInaRI）

## 放送日程
※ 放送日は制作局・テレビ大阪基準。
| 話数   | 放送日   | サブタイトル               | ラテ欄                                      | ゲスト女優         |
| ------ | -------- | -------------------------- | ------------------------------------------- | ------------------ |
| 第01話 | 10月06日 | 浮気されたセックスレスの女 | 即興ドラマ! 山本耕史VS高橋メアリ            | 高橋メアリージュン |
| 第02話 | 10月13日 | 女優…恋愛経験ゼロの女      | 山本耕史VS若月佑美…大人の即興恋愛ドラマ     | 若月佑美           |
| 第03話 | 10月20日 | 昔、男だった女             | 山本耕史VS泥酔メグミ 大人の即興恋愛ドラマ   | MEGUMI             |
| 第04話 | 10月27日 | 100人斬りの女              | 山本耕史VS筧美和子 最恐…100人斬りの女       | 筧美和子           |
| 第05話 | 11月03日 | 殺してきた女               |                                             | 中村ゆりか         |
| 第06話 | 11月10日 | アロマオイルを売る女       | 山本耕史VS松本まりか 怪演女優が丸裸に…!?    | 松本まりか         |
| 第07話 | 11月17日 | 売れないパンクロッカーの女 | 山本耕史VS岡本玲…超強引! 男が惚れるキス     | 岡本玲             |
| 第08話 | 11月24日 | 年上の女                   | 山本耕史VS三浦理恵子 人妻46歳…大人の××      | 三浦理恵子         |
| 第09話 | 12月01日 | ストーカーの女             | 山本耕史VS佐藤江梨子 史上最恐のストーカー女 | 佐藤江梨子         |
| 第10話 | 12月08日 | 漫画家になりたい女         | 山本耕史VS奈緒…婦女子3次元男に惚れる!?      | 奈緒               |
| 第11話 | 12月15日 | 霊媒師の女                 | 山本耕史VS高橋ひとみ 制御不能! 霊媒師の女   | 高橋ひとみ         |
| 最終話 | 12月22日 | 女優Aを追う芸能記者の女    | 山本耕史VS剛力彩芽 あの恋…破局の(秘)理由    | 剛力彩芽           |

### 放送局
| 放送期間 | 放送時間 | 放送局         | 対象地域        | 備考   |
| --- | --- | -------------- | --------------- | ------ |
| 2019年10月6日 - 12月22日 | 日曜 1:26 - 1:56（土曜深夜） | テレビ大阪     | 大阪府          | 制作局 |
| 2019年10月7日 - 12月23日 | 月曜 1:35 - 2:05（日曜深夜） | テレビ北海道   | 北海道          |        |
| 2019年10月9日 - | 水曜 1:00 - 1:30（火曜深夜） | テレQ          | 福岡県          |        |
| 2019年10月10日 - | 木曜 3:05 - 3:35（水曜深夜） | テレビ愛知     | 愛知県          |        |
| 2019年10月21日 - 12月23日（第1話 - 第10話） 2020年1月6日（第11話） 2020年1月13日（最終話）                                                                                                 | 月曜 0:35 - 1:05（日曜深夜） 月曜 1:11 - 1:41（日曜深夜） 月曜 1:05 - 1:35（日曜深夜）                                                           | テレビせとうち | 岡山県 / 香川県 |        |
| 2019年11月19日、11月25日（第1話、第5話） 2019年11月21日（第2話） 2019年11月22日、11月29日（第3話、第4話、第7話、第8話） 2019年11月28日（第6話） 2019年12月4日 - 12月25日（第9話 - 最終話） | 火曜 2:05 - 2:35（月曜深夜） 水曜 2:35 - 3:05（火曜深夜） 金曜 2:35 - 3:35（木曜深夜） 木曜 2:35 - 3:05（水曜深夜） 水曜 3:25 - 3:55（火曜深夜） | テレビ東京     | 関東広域圏      |        |